# Albert Wilson
* solo in pre-stagione o in squadra di allenamento
Albert Wilson (Fort Pierce, 12 luglio 1992) è un giocatore di football americano statunitense che milita nel ruolo di wide receiver per i Las Vegas Raiders della National Football League (NFL).

## Carriera

### Kansas City Chiefs
L'11 maggio 2014 Wilson firmò con i Kansas City Chiefs dopo non essere stato scelto nel Draft NFL 2014. Debuttò come professionista il 7 settembre 2014 contro i Tennessee Titans. La sua prima stagione si chiuse con 16 ricezioni per 260 yard.
Nella stagione regolare 2015 Wilson segnò 2 touchdown e un terzo nei playoff contro i New England Patriots.
Il 9 marzo 2017, i Kansas City Chiefs rinnovarono il contratto a Wilson per un anno a 1,79 milioni di dollari. Concluse quell'annata con 42 ricezioni per 554 yard e 3 marcature.

### Miami Dolphins
Il 15 marzo 2018, Wilson firmò un contratto triennale con i Miami Dolphins. Nella settimana 6 contro i Chicago Bears, Wilson fece registrare 6 ricezioni per un record in carriera di 155 yard e 2 touchdown, venendo premiato come miglior giocatore offensivo della AFC della settimana. Il 24 ottobre 2018 fu inserito in lista infortunati per un infortunio all'anca, chiudendo la sua stagione in anticipo. Nella stagione 2020 decise di non scendere in campo a causa della pandemia di COVID-19.

### Minnesota Vikings
Il 1º giugno 2022 Wilson firmò per i Minnesota Vikings ma fu poi svincolato il 22 agosto 2022.

### Las Vegas Raiders
Il 7 ottobre 2022 Wilson firmò per la squadra di allenamento dei Las Vegas Raiders.

## Palmarès
- Giocatore offensivo della AFC della settimana: 1

6ª del 2018